# 西瀛虹橋
西瀛虹橋位於臺灣澎湖縣馬公市觀音亭休憩區內，於2004年由澎湖縣政府斥資五千萬，在觀音寺埕前造堤搭建，是澎湖地區第一座鋼拱橋。西瀛虹橋長200公尺、橋面淨寬4.6公尺、最高處橋底距海平面約15公尺。可觀賞日落景色及西嶼景觀、入夜後虹橋則會點上紅、橙、黃、綠、藍、靛、紫等七彩霓虹光，吸引遊人如織，同時也是每年澎湖花火節的舉辦地點。西瀛虹橋的興建雖帶來觀光效益，卻也造成防波堤內泥沙淤積嚴重，生態改變的負面影響。

## 圖片

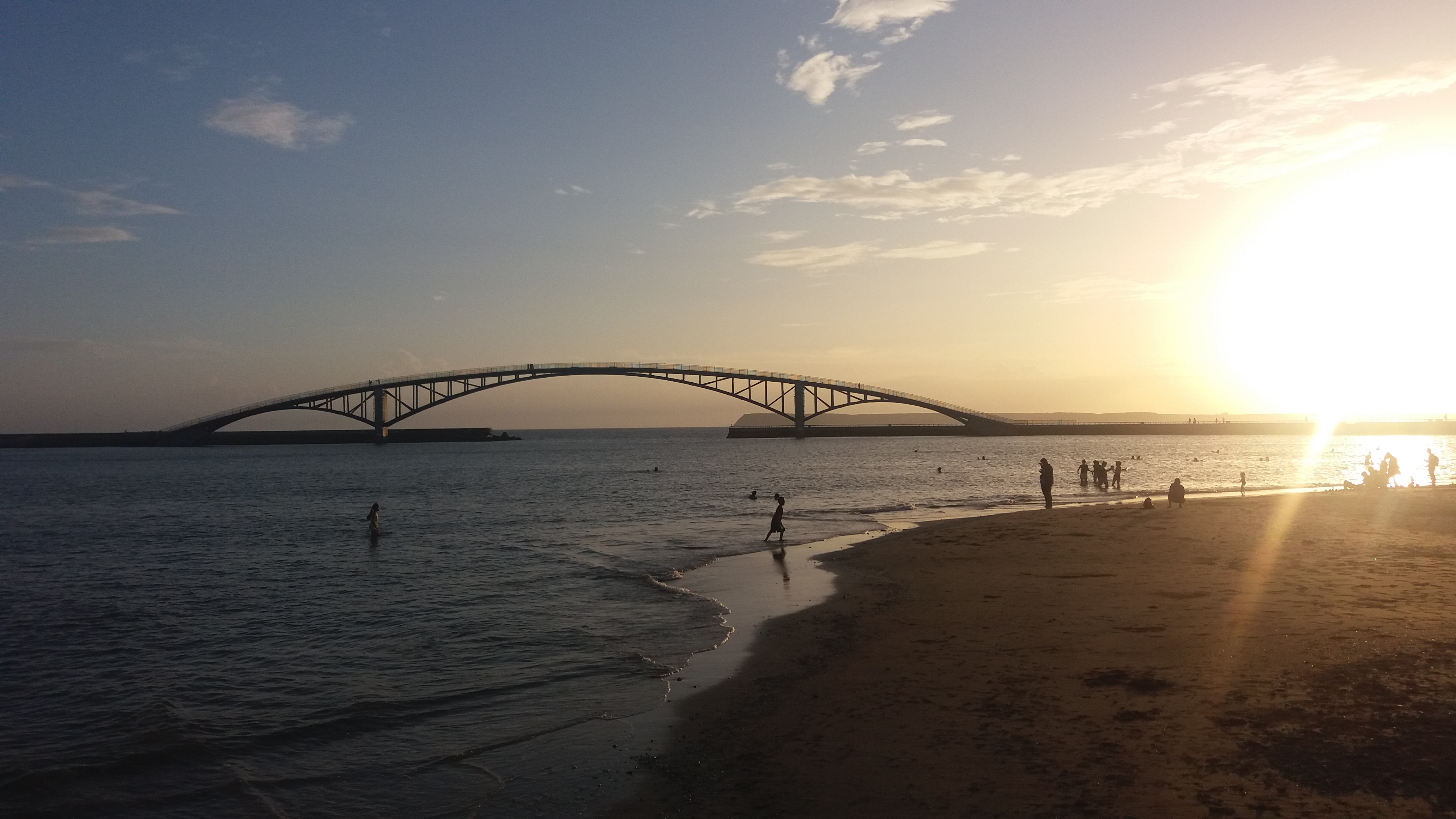
西瀛虹橋日落時分
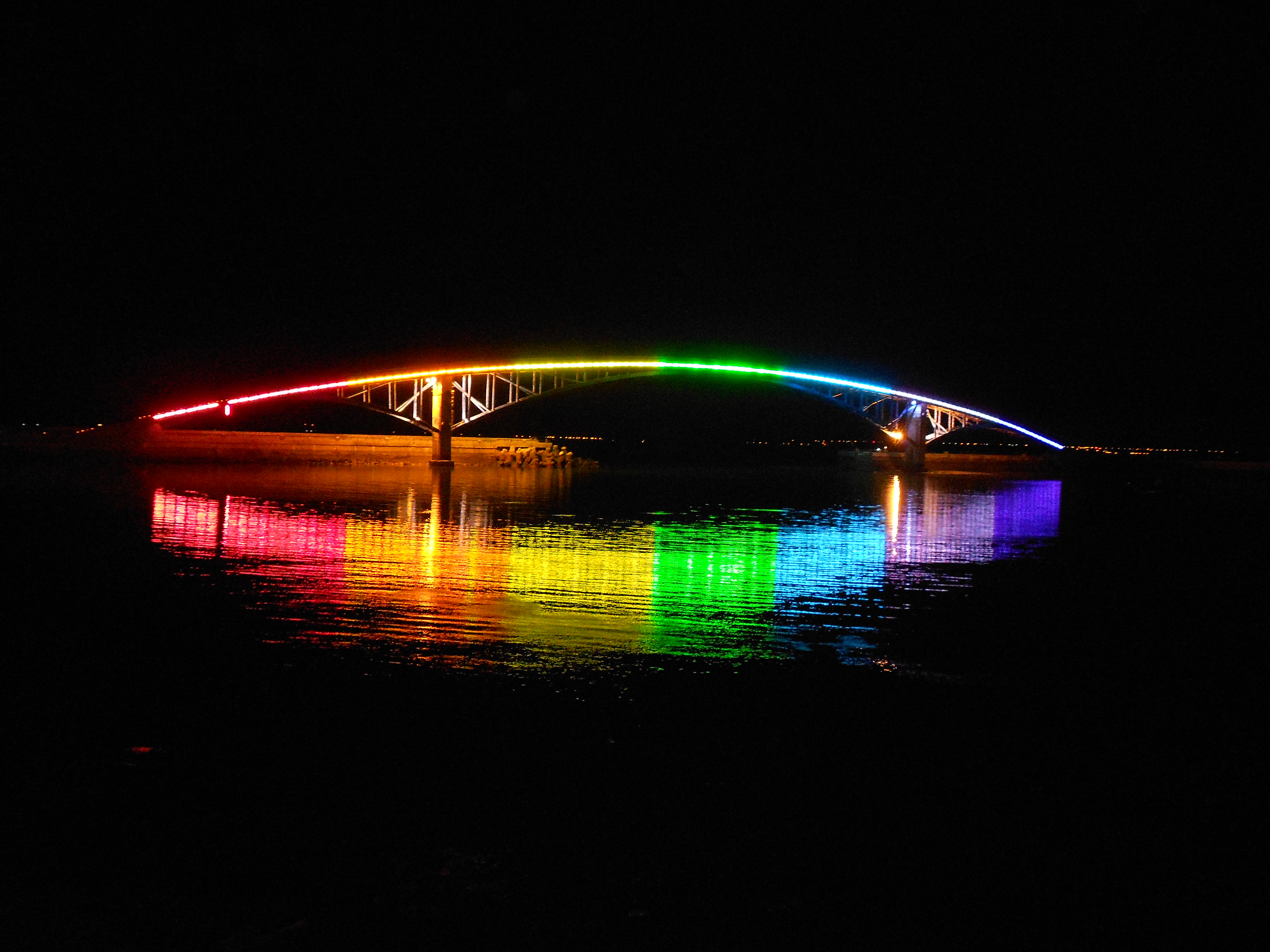
西瀛虹橋夜景